# Farbindex
In der Astronomie ist der Farbindex (FI) eine ursprünglich von Karl Schwarzschild (1873–1916) eingeführte Maßzahl für die Farbe von Sternen.

## Definition
Der Farbindex ist für ein beliebiges photometrisches System allgemein definiert als Differenz zwischen der gemessenen scheinbaren Helligkeit (Magnitude) eines Himmelsobjekts in einem kurzwelligeren Bereich (bläulich) und der Helligkeit in einem langwelligeren Bereich (rötlich):
{\displaystyle \mathrm {FI} =m_{\mathrm {kurzwellig} }-m_{\mathrm {langwellig} }}
Aus der Definition der astronomischen Magnitudenskala (je kleiner der Wert, desto heller das Gestirn) ergibt sich, dass der Farbindex eines Sterns größer ist (in Richtung positiver Zahlen, nicht alleine vom Betrag her), wenn er rötlicher erscheint.
An den Bezugswerten für den langwelligen und für den kurzwelligen Bereich unterscheiden sich die verschiedenen photometrischen Systeme. Dementsprechend spielen Farbindizes eine wichtige Rolle in Transformationsformeln, mit denen Magnituden, die in einem bestimmten System gemessen wurden, in ein anderes System übertragen werden sollen.
Am häufigsten angewendet wird das UBV-System (Dreifarbenphotometrie) nach Harold L. Johnson und William Wilson Morgan bzw. Systeme, die auf diesem System basieren. Mit dem Erfolg der Gaia-Mission findet auch der Farbindex GBP - GRP immer weitere Verbreitung.
Im Artikel UBV-System findet sich eine Tabelle mit Beispielen, wie in diesem System der Farbindex ermittelt wird.

## Farbindex bei Sternen
Für Sterne kann in guter Näherung angenommen werden, dass ihr Spektrum dem Spektrum eines schwarzen Körpers folgt. Der Farbindex ist somit von der Temperatur des Sterns abhängig: Heiße Sterne erscheinen bläulich und besitzen somit niedrigere Farbindizes als kühle Sterne, die rötlich wirken. Analog sind die Farbindizes bei früheren Spektralklassen geringer als bei späten Typen. Aus diesem Grund zeigen sich im Hertzsprung-Russell-Diagramm wie im Farben-Helligkeits-Diagramm dieselben Strukturen.
Einige photometrische Systeme wurden speziell dafür konstruiert, bestimmte Sterneigenschaften mithilfe von Farbindizes präziser bestimmen zu können. So bietet etwa das Strömgren-Crawford-System die Möglichkeit, bestimmte spektrale Charakteristika wie den Balmersprung, die Metallizität oder die Stärke der H-beta-Linie ausmessen zu können. Mittels der Farbindizes kann dann bei B-, A- und F-Sternen neben der Temperatur auch die Oberflächengravitation ermittelt werden.
Das UBV-System ist so definiert, dass die Farben von Sternen des Typs A0V (z. B. Wega) den Nullpunkt bilden: {\displaystyle U-B=B-V=0}. Dementsprechend sind die Farbindizes von O- und B-Sternen in diesem System stets negativ, alle anderen Typen immer positiv.
Beachtet werden muss dabei, dass die auf der Erde gemessene Farbe im Allgemeinen nicht der Eigenfarbe des Sterns entspricht. Durch Extinktion wird blaues Licht stärker absorbiert, es kommt zur Rötung des Sternenlichts. Dieser Effekt wird auch interstellare Verfärbung genannt und durch den Farbexzess beschrieben.

## Farbindex bei Galaxien
Auch für Galaxien können deren Spektren und deren Farbindizes betrachtet werden. Dazu eignet sich insbesondere das Zwei-Farben-Diagramm nach de Vaucouleurs. Hier zeigt sich, dass Galaxien umso röter erscheinen, je früher ihr Hubble-Typ ist.